# Mario Sica
Mario Sica (Roma, 4 dicembre 1936) è un diplomatico italiano a riposo e dirigente scout, ha curato l'edizione italiana delle opere di Robert Baden-Powell e scritto, tra l'altro, Storia dello scautismo in Italia e Cerimonie scout.
Il suo lavoro come ambasciatore italiano in Somalia è stato accennato nel film sudcoreano Fuga da Mogadiscio, dove viene interpretato dall'attore Enrico Ianniello.

## Carriera diplomatica
Laureatosi in scienze politiche a Firenze il 4 luglio 1959, ha ottenuto il Master's Degree in Studi superiori internazionali presso l'Università Johns Hopkins di Baltimora nel 1961, ed è poi entrato nella carriera diplomatica il 10 settembre 1962.
Ha prestato servizio come diplomatico al Ministero degli Esteri e in missioni diplomatiche a Saigon, Parigi, Canberra, Berna, Mosca e Windhoek.
Importante fu il contributo di Mario Sica ai tre tentativi di pace italiani alla Guerra del Vietnam tra il 1965 e il 1968. Mario Sica in quegli anni fu il decifratore d'ambasciata all'ambasciata di Saigon nel Vietnam del Sud. Egli fu anche uomo di fiducia di Giovanni D'Orlandi, l'ambasciatore italiano del Vietnam del Sud in quel periodo e grande diplomatico italiano del secondo dopoguerra.
Dal 1990 al 1992 è stato Ambasciatore d'Italia a Mogadiscio e dal 1993 al 1997 è stato Capo della Rappresentanza d'Italia presso la CSCE a Vienna.
Rientrato al Ministero degli Esteri a Roma è stato dal 2000 al 2001 Direttore Generale per i Paesi dell'Asia, dell'Oceania, del Pacifico e Antartide.
Nominato Ambasciatore di rango nel 2000, ha prestato servizio come Ambasciatore d'Italia al Cairo dal febbraio 2001 al giugno 2003.
Ha lasciato la Carriera diplomatica nel 2004 per raggiunti limiti di età.

## Esperienza scout
Sica è entrato nel mondo degli scout a Firenze nel 1947, diventando poi collaboratore dei settori stampa e internazionale dell'Associazione Scouts Cattolici Italiani (ASCI) prima e dell'Associazione Guide e Scouts Cattolici Italiani (AGESCI) poi.
In quegli anni in cui il movimento scout rinasceva in Italia, dopo la soppressione fascista, c'era bisogno di fornire materiale per far conoscere il metodo. Sica dunque curò l'edizione italiana dei libri di Baden-Powell, spesso traducendoli di proprio pugno.
Tra il 1956 e il 1960 a Firenze fu capo unità e capo gruppo.
Nell'autunno del 1978, fondò a Berna , in Svizzera, il Gruppo Scout Baden-Powell - appartenente al Movimento Scout Svizzero (MSS) a metodologia AGESCI -, per i figli degli emigrati italiani.
La sua carriera diplomatica, consentendogli di viaggiare per il mondo, lo mise in contatto con le realtà scout di altri paesi, che egli riportò in Italia. Nel 1978 fondò a Berna il Gruppo Scout "Baden-Powell", di lingua italiana e a metodologia AGESCI, per avvicinare i figli degli emigrati italiani al mondo dello scautismo. È molto conosciuto anche all'estero, e in occasione del 75º anniversario del Movimento Scout ha curato una interessante raccolta di citazioni da B.-P. dal titolo Footsteps of the Founder (in Italia uscito come Giocare il Gioco). Nella prefazione a questo libro, il Segretario Generale dell'Organizzazione Mondiale del Movimento Scout (OMMS) László Nagy scrisse che le opere di B.-P. sono lette in Italia più che nella sua stessa patria, grazie anche alla sua opera.
Ha scritto numerosi libri sulla storia e le tradizioni dello scautismo.

## Onorificenze
È l'unico italiano ad aver ricevuto il Lupo di Bronzo, massima onorificenza mondiale dello scautismo:

## Opere
- Mario Sica, Marigold non fiorì. Il contributo italiano alla pace in Vietnam, Firenze, Ponte alle Grazie, 1991.
- Mario Sica, Operazione Somalia, Marsilio, Venezia, 1994.
- Mario Sica, La Pira e la ricerca della pace in Vietnam, Il Politico, anno LXIX, n° 3, 2004.
- Mario Sica, Matrimonio di sangue, Polistampa, Firenze, 2007.
- Mario Sica, L'Italia e la pace in Vietnam (1965-68). Operazione Marigold, Roma, 2013

### Scout
- Cerimonie scout
- Footsteps of the Founder (in Italia uscito come Giocare il Gioco)
- Giochi sportivi
- Grandi Giochi per esploratori e guide
- Grandi Giochi per lupetti e coccinelle
- Qui comincia l'avventura scout
- Storia dello scautismo in Italia
- Gli Scout
- Mario di Carpegna. Mondo cattolico e scautismo, Edizioni Fiordaliso, Roma, 2015, pp. 320.